# FM796 フェニックス
FM796 フェニックス（えふえむななきゅうろく・ふぇにっくす）は、1995年2月15日から3月31日まで、兵庫県が阪神・淡路大震災（同年1月17日発生）の被災地域向けに各種情報を放送するため開設した臨時災害放送局の放送局名である。
放送局名の由来は、兵庫県の復興計画の愛称が「フェニックス計画」であり、文字どおり不死鳥のように蘇れの願いから付けられた。
NHK神戸放送局などの機材を使い、同年2月28日までは兵庫県庁1号館2階会議室、3月1日からは2号館(当時の西館)地階にスタジオを設けて、放送を行った。
わずか1か月半という短期間ではあったが、その間に中継局が開設され、79.6MHz以外の周波数でも送信されるようになったことから、FMフェニックスと言われることもあった。地元でMCなどを行っている人たちのボランティアで運営され、この2年前に神戸で開催された「アーバンリゾートフェア神戸'93」期間中のイベント放送局「FM TenTon」にかかわったメンバーも一部参加した。

## データ
- 放送時間：12:00 - 20:00
- サービスエリア：神戸市、尼崎、明石、芦屋、宝塚、伊丹、川西の各市と淡路島・津名郡
- 呼出符号：JOAZ-FM
- 呼出名称：ひょうごけんさいがいエフエムほうそう

| 放送局名   | 周波数  | 空中線電力 | 送信地         | 開局日        |
| ---------- | ------- | ---------- | -------------- | ------------- |
| 神戸放送局 | 79.6MHz | 300W       | 兵庫県庁屋上   | 1995年2月15日 |
| 伊丹中継局 | 78.0MHz | 10W        | 伊丹市役所屋上 | 1995年2月23日 |
| 明石中継局 | 78.1MHz | 100W       | 明石市役所屋上 | 1995年3月8日  |

## 経緯
1995年（平成7年）
- 2月14日 郵政省は兵庫県に臨時災害放送局の免許を交付した。
- 2月15日 放送開始
- 3月31日 閉局

## 放送内容
- 阪神・淡路大震災に関連する兵庫県、各市町村からのお知らせ
- 災害復旧状況（鉄道、道路、ライフライン=ガス、電気、水道など）
- 安否確認情報
- 被災者に対する仮設住宅や住居提供の情報など

## その他
当時、呼出符号の「JOAZ-FM」は臨時目的放送用に確保されていたものであった。
直前は前年のぎおん柏崎まつり（新潟県柏崎市）のイベント放送局に、直後は同年10月の高崎音楽祭（群馬県高崎市）のイベント放送局に指定された。